# Rabiola
Rabiola, właśc. Tiago André Coelho Lopes (ur. 25 lipca 1989 w Guimarães) – portugalski piłkarz występujący na pozycji napastnika w portugalskim klubie AC Vila Meã. 

## Kariera
Jest wychowankiem Brito, z którego trafił do Vitórii. Latem 2007 roku podpisał kontrakt z FC Porto, jednak jeszcze rok spędził w dotychczasowym klubie. W 2009 roku trafił na wypożyczenie do SC Olhanense, zaś rok później na tej samej zasadzie wzmocnił CD Aves. Po odejściu z Porto reprezentował barwy Feirense oraz Aves. Na początku 2013 roku Rabiola podpisał kontrakt z Bragą, zaś pół roku później został wypożyczony do polskiego Piasta Gliwice. W lipcu 2014 roku przeszedł do Penafiel. Jest byłym młodzieżowym reprezentantem Portugalii.

## Statystyki kariery
(aktualne na dzień 30 września 2014)
| Klub                 | Sezon              | Liga               | Liga  | Liga   |
| Klub                 | Sezon              | Liga               | Mecze | Bramki |
| -------------------- | ------------------ | ------------------ | ----- | ------ |
| Vitória SC           | 2006/07            | Segunda Liga       | 5     | 1      |
| FC Porto             | 2007/08            | Primeira Liga      | 0     | 0      |
| Vitória SC (wyp.)    | 2007/08            | Primeira Liga      | 4     | 1      |
| FC Porto             | 2008/09            | Primeira Liga      | 2     | 0      |
| SC Olhanense (wyp.)  | 2009/10            | Primeira Liga      | 26    | 3      |
| CD Aves (wyp.)       | 2010/11            | Segunda Liga       | 14    | 8      |
| Feirense             | 2011/12            | Primeira Liga      | 9     | 1      |
| CD Aves              | 2012/13            | Segunda Liga       | 24    | 14     |
| SC Braga B           | 2012/13            | Segunda Liga       | 13    | 3      |
| Piast Gliwice (wyp.) | 2013/14            | Ekstraklasa        | 16    | 0      |
| FC Penafiel          | 2014/15            | Primeira Liga      | 26    | 6      |
| Académica Coimbra    | 2015/16            | Primeira Liga      | 23    | 2      |
| FC Paços de Ferreira | 2016/17            | Primeira Liga      | 0     | 0      |
| FC Paços de Ferreira | 2017/18            | Primeira Liga      | 0     | 0      |
| Ogólnie w karierze   | Ogólnie w karierze | Ogólnie w karierze | 162   | 39     |